# Stenio Marie
Stenio Marie (ur. 26 grudnia 1992) – seszelski piłkarz grający na pozycji środkowego obrońcy. Jest wychowankiem klubu Côte d’Or FC.

## Kariera klubowa
Swoją karierę piłkarską Marie rozpoczął w klubie Côte d’Or FC. W 2012 roku zadebiutował w nim w pierwszej lidze seszelskiej. W sezonach 2013, 2016 i 2018 wywalczył z nim trzy mistrzostwa Seszeli, a w sezonach 2017 i 2019/2020 został wicemistrzem kraju.

## Kariera reprezentacyjna
W reprezentacji Seszeli Marie zadebiutował 8 lipca 2013 roku w przegranym 2:4 meczu COSAFA Cup 2013 z Namibią.